# Hirtella physophora
Hirtella physophora (лат.) — вид мирмекофитных древесных растений рода Hirtella семейства Хризобалановые (Chrysobalanaceae). Образует симбиотическую ассоциацию с муравьем Allomerus decemarticulatus. Муравьи живут в полых домациях и особых образованиях, которые они прикрепляют к стеблям растения.

## Описание
Встречается в Южной Америке: Бразилия, Венесуэла, Боливарианская Республика, Гайана, Колумбия, Перу, Суринам, Французская Гвиана. Вид включён в Красный список Международного союза охраны природы в статусе «Виды, вызывающие наименьшие опасения».
Растение предоставляет муравьям Allomerus decemarticulatus жилище в виде домаций, образуя с ними симбиотическую ассоциацию. Муравьи живут в полых домациях и особых образованиях, которые они прикрепляют к стеблям растения. При этом муравьи создают на стебле ловушки для охоты на насекомых.
H. physophora является облигатным ауткроссером, потенциально опыляемым насекомыми видом. Размножение H. physophora полностью зависит от переноса пыльцы опылителями, которые, вероятно, весьма специфичны. Потенциальные помехи между насекомыми, посещающими цветки во время опыления, могут быть также уменьшены за счёт пространственного и временного разделения деятельности муравьёв и опылителей, что позволяет переносить пыльцу и производить плоды.